# Anselm Feuerbach
För andra betydelser, se Feuerbach (olika betydelser).
Anselm Feuerbach, född 12 september 1829 i Speyer, död 4 januari 1880 i Venedig, var en tysk konstnär, son till Joseph Anselm Feuerbach.
Han studerade i Düsseldorf (1845-47), München och Antwerpen samt (1851-54) i Paris, där han var elev till Thomas Couture. Han målade under denna tid porträtt, naket och dekorativa bilder; av hans större målningar visar Hafez i vinstugan (1852) avgjord påverkan av Coutures målningssätt, medan den år 1854 utförda Diktaren Pietro Aretinos död med sina många figurer och sitt överflöd på stoff mera påminner om Hippolyte Delaroche. 
År 1855 reste han till Italien och vistades i Rom 1857-72. Där målade han romantiska och idylliska motiv sådana som Ariostos trädgårdar, Hafez vid brunnen, Lekande barn, Badande barn och En italiensk moder med sina barn. Dessa visas i Schacks galleri i München, där även En romarinna och Pietà (båda från 1863) finns. I Rom var Feuerbach kamrat till Arnold Böcklin och de båda påverkade varandra ömsesidigt.
Åren 1873-76 var Feuerbach professor i Wien och målade under detta skede Titanernas störtande (i olja 1874 i Nya pinakoteket, München, takmålning i aulan till Wiens konstakademi, avtäckt först 1893, sedan rummets dekorering i övrigt blivit fullbordad av andra målare).
Feuerbach var föga uppskattad och föga förstådd av sin samtid. Hans riktning stod i skarp och oförsonlig motsats till de härskande strömningarna, till den historiska realism, som representerades av Piloty och dennes skola, och till Makarts yppiga och ytliga kolorism, som gav Wienmåleriet dess karaktär. Hans syn på antiken var olik de erkända klassicisternas, han sökte antikens stilla lugn och jämvikt utan att efterbilda dess former. Man förebrådde honom hans tavlors odramatiska innehåll, och man saknade där den germanska karaktär, som man på denna tid ville se, även i antika motiv.

## Verk
- Hafez i vinstugan. (1852)
- Der Tod des Dichters Pietro Aretino. Olja på duk (1854). Kunstmuseum Basel.
- Titanernas störtande. Olja på duk (1874). Nya pinakoteket, München.
  - Titanensturz, takmålning (1893), Wiens konstakademi.